# یونا (خواننده کره جنوبی)
شین یو نا (کره‌ای: 신유나؛ زادهٔ ۹ دسامبر ۲۰۰۳) که بیشتر با نام یونا (کره‌ای: 유나) شناخته می‌شود، خواننده و رپر اهل کره جنوبی است. او یکی از اعضای گروه دخترانه ایتزی است.

## اوایل زندگی
یونا زاده ۹ دسامبر ۲۰۰۳ در سو وون، استان گیونگ‌گی، کره جنوبی است. او کوچک‌ترین فرزند از دو فرزند خانواده است. او در دوران تحصیل در دبیرستان، فلوربال بازی می‌کرد و به نمایندگی از استان گیونگ‌گی در رقابت‌های ملی شرکت می‌کرد.
او از دپارتمان رقص مدرسه هنر هانلیم در ۱۹ فوریه ۲۰۲۲ فارغ‌التحصیل شد.

## حرفه

### پیش از آغاز فعالیت
یونا توسط یکی از کارمندان جی‌وای‌پی انترتینمنت زمانیکه که به همراه خواهر بزرگترش در یک فستیوال موسیقی پایان سال در سال ۲۰۱۵ حضور پیدا کرده بود، کشف شد.
او همچنین در هایلایت ریل «عاشق خودش باش» از بی‌تی‌اس به همراه ریوجین در اوت ۲۰۱۷ حضور پیدا کرد.او در قسمت ۱ برنامه استری کیدز به همراه همگروهی‌هایش یه‌جی، ریوجین و چه‌ریونگ حضور پیدا کرد.

### آغاز فعالیت با ایتزی
او به عنوان بخشی از لاین آپ نهایی ایتزی توسط جی‌وای‌پی انترتینمنت در روز اعلام رسمی گروه در ۲۰ ژانویه ۲۰۱۹ معرفی شد.
در ۱۲ فوریه ۲۰۱۹، او به عنوان عضو گروه دخترانه ایتزی با آلبوم تک‌آهنگ این متفاوته و تک‌آهنگ «دالا دالا» فعالیتش را آغاز کرد.
در ۲۵ دسامبر ۲۰۲۱، یونا به همراه کی از شاینی و بوم، میزبان فستیوال موسیقی اس‌بی‌اس گایو ده‌جون ۲۰۲۱ بود.

## ترانه‌شناسی

### اعتبار آهنگسازی
| سال  | آرتیست | ترانه      | آلبوم      | ترانه‌سرا | ترانه‌سرا | آهنگسازی | آهنگسازی                               | منابع |
| سال  | آرتیست | ترانه      | آلبوم      | اعتبار   | به همراه | اعتبار   | به همراه                               | منابع |
| ---- | ------ | ---------- | ---------- | -------- | -------- | -------- | -------------------------------------- | ----- |
| ۲۰۲۴ | خودش   | «Yet, but» | Born to Be | Yes      | Saint    | Yes      | Lee Woobin "collapsedone",Machi (MRCH) | [ ۹ ] |

## ویدئوشناسی

### موزیک ویدئو
| عنوان      | سال  | کارگردان(ها)                       | منابع         |
| ---------- | ---- | ---------------------------------- | ------------- |
| «Yet, but» | ۲۰۲۳ | ها جونگ هون، لی هه سونگ (Hattrick) | [ ۱۰ ] [ ۱۱ ] |

## فیلم‌شناسی

### برنامه تلویزیونی
| سال  | عنوان      | نقش  | توضیحات      | منابع  |
| ---- | ---------- | ---- | ------------ | ------ |
| ۲۰۱۷ | استری کیدز | خودش | حضور افتخاری | [ ۱۲ ] |

### میزبان
| سال  | عنوان             | توضیحات           | منابع  |
| ---- | ----------------- | ----------------- | ------ |
| ۲۰۲۱ | اس‌بی‌اس گایو ده‌جون | به همراه کی و بوم | [ ۱۳ ] |

### حضور در موزیک ویدئو
| سال  | نام آهنگ        | آرتیست | توضیحات             | منابع  |
| ---- | --------------- | ------ | ------------------- | ------ |
| ۲۰۱۷ | «عاشق خودت باش» | بی‌تی‌اس | حضور در هایلایت ریل | [ ۱۴ ] |